# Francisco Marcos Anglada
Francisco Marcos Anglada (Necochea, 17 de agosto de 1916 - La Plata, 6 de julio de 1994) fue un abogado, juez y político argentino, que ejerció como ministro de Educación de su país en el año 1955.

## Carrera
Se recibió de abogado en la Universidad Nacional de La Plata, y fue profesor de Procedimientos Penales y Práctica Sumarial en la Escuela de Policía de la Provincia de Buenos Aires. Luego ejerció como jefe de la división de jubilaciones y pensiones de la Secretaría de Trabajo entre 1944 y 1946, durante la gestión como secretario del coronel Juan Domingo Perón; adhirió al peronismo y fue comisionado municipal en la ciudad de La Plata en 1945.
Fue nombrado juez de un juzgado penal en La Plata (1946-1949) por el congreso; en 1949 fue ascendido al cargo de miembro de la Cámara de Apelaciones en lo Penal de la provincia de Buenos Aires, desempeñándose allí hasta 1952. Al mismo tiempo fue docente en la Universidad Nacional de La Plata (UNLP), y delegado sindical de los profesores de esa casa de estudios. Fue rector de la misma entre 1953 y 1955 y Ministro de Educación de la Nación en 1955.
Entre 1952 y 1953 fue procurador general de la Suprema Corte de Justicia de la Provincia de Buenos Aires. En junio de 1955 participó en una Conferencia Internacional de Dirigentes Universitarios que le dio gran notoriedad, tras la crisis causada por el bombardeo de Plaza de Mayo fue nombrado Ministro de Educación de la Nación a fines de ese mes. No alcanzó a hacer una gestión especialmente notable, ya que Perón fue derrocado menos de tres meses más tarde.
A fines de 1955 se exilió en España, donde trabajó en diversos organismos públicos, entre ellos algunos vinculados a la Falange.
Regresó a la Argentina durante la presidencia de Arturo Frondizi y en 1961 fue nombrado presidente del Consejo Coordinador y Supervisor del Movimiento Peronista (CCSMP). En 1962 fue candidato a vicegobernador de la provincia de Buenos Aires, acompañando a Andrés Framini, resultando ampliamente vencedores. Anglada era también candidato a diputado nacional, y obtuvo una banca en la Cámara. El presidente Arturo Frondizi anuló los comicios poco antes de ser arrestado y depuesto.